# Colcabamba (distrito de Tayacaja)
Colcabamba é um distrito do Peru, departamento de Huancavelica, localizada na província de Tayacaja.

## Transporte
O distrito de Colcabamba é servido pela seguinte rodovia:
- HV-102, que liga a cidade ao distrito de Chinchihuasi
- PE-3SD, que liga a cidade de San Miguel de Mayocc ao distrito de Ñahuimpuquio [1][2][3]